# Grafia veneta classica

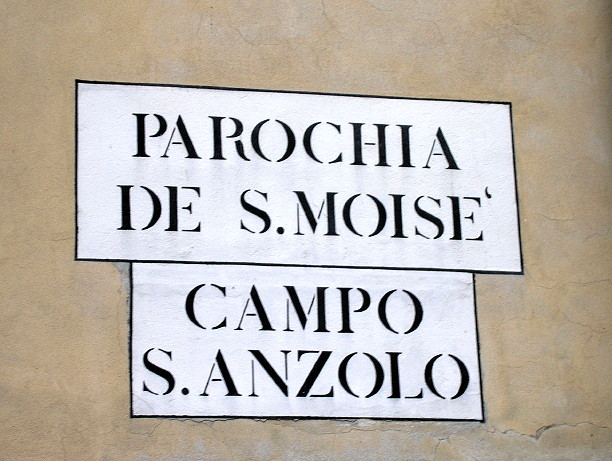
Nizioleti a Venezia con grafia classica

La grafia veneta classica è il sistema ortografico in cui veniva scritta la lingua veneta, in particolare la sua variante veneziana, ma rapportabile senza problemi anche a tutte le altre varianti della lingua.
Oggi in parte abbandonata in favore di una grafia che segue di più il sistema dell'italiano, viene ancora oggi usato nella scrittura dei nizioleti, le indicazioni stradali della città di Venezia e delle località della laguna.
È ad oggi considerata, nonostante il suo sostanziale abbandono, la grafia più adatta nella quale scrivere la lingua veneta, da alcuni, anche in virtù del suo prolungato e massiccio uso attraverso i secoli e della sua imposizione come sistema ortografico.

## Pronuncia delle vocali
Non avendo conosciuto delle importanti trasformazioni vocaliche, il veneto ha conservato le sette vocali del latino volgare, così come l'italiano e il friulano.
- a ha il valore fonetico di /a/;
- e ha il doppio valore di /e/ (e chiusa) e di /ε/ (e aperta);
- i ha il doppio valore di /i/ (i vocale) e di /j/ (i consonantale);
- o ha il doppio valore di /o/ (o chiusa) e di /ɔ/ (o aperta);
- u ha il doppio valore di /u/ (u vocale) e di /w/ (u consonantale).

## Pronuncia delle consonanti
Le consonanti b, d, f, g, m, p, q, r, s, t, v si pronunciano allo stesso modo dell'italiano, la lettera h è sempre muta.
Pronunce diverse sono:
- c: ha valore di /k/ davanti alle vocali a, o, u. Ha valore di /t͡s/ [t̪͡s̪, s̪, θ, t̪] davanti alle vocali e, i.
Perciò ciesa (siepe) si pronuncia /t͡sjɛza/ ['t̪͡s̪jεza, 's̪jεza, 'θjεza, 't̪jεza], centro (centro) si pronuncia come /t͡sentro/ ['t̪͡s̪eŋt̪ro, 's̪eŋt̪ro, 'θeŋt̪ro, 't̪eŋt̪ro];
- l: è la lettera più caratteristica della lingua veneta. Assume tre valori diversi a seconda della posizione nella parola.
  - vicino a consonante: ha sempre valore di [l].
Quindi parlar (parlare) si pronuncia /par'lar/ [parˈlar]
  - tra due vocali posteriori (a,o,u): ha il valore di e appena pronunciata.
Quindi balon (pallone) si pronuncia /baˈlon/ [ba'e̯oŋ], lana (lana) si pronuncia come /ˈlana/ ['e̯ana]
  - tra due vocali di cui almeno una anteriore (e,i): non si pronuncia.
Quindi responsabile si pronuncia /responˈsabie/ [res̪poŋ's̪abie̯], cale (sia calle che calli) si pronuncia come /ˈkae/ ['kae̯], ligna (linea) si pronuncia come /ˈiɲa/ ['iɲa]
  - davanti al suono /j/: conserva il valore [l].
Quindi pastilia (pastiglia) si pronuncia come /pasˈtilja/ [pas̪'t̪ilja], Italia si pronuncia come /i'talja/ [i't̪alja];
  - nei dialetti bellunese e veronese conserva sempre il valore fonetico [l].
- n: si pronuncia come in italiano (cioè [n]) quando si trova in posizione iniziale o centrale.
Assume il valore di [ŋ] quando si trova in posizione finale. Quindi canton (angolo) si pronuncia come /kanˈton/ [kaŋ't̪oŋ] e non *[kan̪'t̪on];
- z: ha il valore di /d͡z/ [d̪͡z̪, z̪, ð, d̪], mentre ç (spesso scritto c davanti a e, i) è, per alcuni autori, l'equivalente sordo: /t͡s/ [t̪͡s, s̪, θ, t̪]. L'uso delle due lettere tuttavia non è rigido, e spesso si usano l'una invece dell'altra. Quindi, çata (zampa) può comparire come zata, anche se si pronuncia sempre come /ˈt͡sata/ ['t̪͡sat̪a, 's̪at̪a, ˈθat̪a, ˈt̪at̪a], mai come */'dzata/. Il Boerio, ad esempio, utilizzava z sia con valore sonoro che sordo, evitando ç.
- g: questa lettera si pronuncia esattamente come in italiano (cioè [d͡ʒ]) solo nel dialetto veneziano, in tutte le altre varianti della lingua, conserva lo stesso valore /g/ davanti a vocale posteriori (a,o,u), mentre assume il valore [j] davanti a vocali anteriori (e,i).
Perciò galia (galea) goto (bicchiere) guo (acuto), si pronunciano rispettivamente /gaˈia/ [ga'ia̯], /ˈɡɔto/ ['gɔt̪o], /ˈɡuo/ ['guo̯], mentre geri (ieri) e giutar (aiutare) vengono pronunciate /d͡ʒɛri/ [ˈjɛri, 'd͡ʒεri] e /d͡ʒu'tar/ [ju't̪ar, d͡ʒu't̪ar] (il secondo è il modo veneziano).

## Digrafi
- ss: non si pronuncia come doppia, ma come /s/ [s̪]. Il raddoppio grafico serve a distinguerlo da s in posizione intervocalica, pronunciata come /z/ [z̪]. Perciò fassa (fascia) si pronuncia come /ˈfasa/ ['fas̪a], e non *['fas̪s̪a]. Si usa spesso x invece di s, il che permette l'uso di s invece di ss. /z/ in posizione iniziale è talvolta scritto con x, per esempio: xé /ˈze/.
- zz: si pronuncia come /t͡s/ [t̪͡s, s̪, θ, t̪].

Quindi piazza si pronuncia come /ˈpjat͡sa/ ['pjat̪͡sa, 'pjas̪a, 'pjaθa, 'pjat̪a]; in alcuni casi si pronuncia anche /dz/ come in Chiozza.
- chi: ha valore fonetico di /t͡ʃ/ [t͡ʃ].

Quindi chiacolar (chiacchierare) si pronuncia come /t͡ʃakoˈlar/ [t͡ʃako'e̯ar], chicara (tazza) si pronuncia come /'t͡ʃikara/ ['t͡ʃikara], maschio si pronuncia come /'mast͡ʃo/ ['mas̪t͡ʃo], chiesa come /'t͡ʃeza/ ['t͡ʃez̪a];
In alcune parole si pronuncia come /k/. Ad esempio chigia (chiglia) si pronuncia come /'kid͡ʒa/ ['kija, 'kid͡ʒa], China (Cina) si pronuncia come /'t͡ʃina/ ['t͡ʃina], è necessaria quindi, come nel caso della lettera z, una conoscenza a priori della lingua;
Per distinguere i due casi, il Boerio suggeriva nell'introduzione al suo dizionario, di utilizzare çhi per il valore /t͡ʃ/ e chi per /ki/. Tuttavia né sul dizionario stesso né sui nizioleti, è usata questa grafia.
- che: si pronuncia come /k/.

Quindi cheba (gabbia) si pronuncia come /'kεba/ ['kεba];

## Simboli diacritici
Nella grafia classica della lingua veneta ci sono tre segni diacritici:
- l'accento acuto (´): si usa solo sulle vocali chiuse (é,ó). Rende rispettivamente i suoni /e/ ed /o/;
- l'accento grave (`): si usa sulle vocali aperte. Su e ed o (è,ò) rende rispettivamente i suoni /ε/ ed /ɔ/;

in entrambi i casi l'accento non va scritto se la vocale accentata è la penultima. Negli altri casi si deve scrivere.
- l'apostrofo ( ' ): si usa quando dall'unione di due parole, una o più lettere scompaiono.